# Büchel (Turingia)
Büchel è un comune di 236 abitanti della Turingia, in Germania.
Appartiene al circondario (Landkreis) di Sömmerda (targa SÖM) ed è parte della comunità amministrativa (Verwaltungsgemeinschaft) di Kindelbrück.